# Andreï Chtchelkalov
Andreï Iakovlevitch Chtchelkalov (en russe : Андрей Яковлевич Щелкалов), mort vers 1597, diplomate et homme politique russe, sous les règnes d'Ivan IV de Russie, de Fedor Ier de Russie et de Boris Godounov, fut le chef du Prikaze Posolsky à juin 1594.

## Biographie
Le nom d'Andreï Iakovlevitch Chtchelkalov apparut pour la première fois en 1550, lors de son entrée dans le Livre des Mille. En 1560, en qualité d'officier de police, Andreï Iakovlevitch Chtchelkalov fut affecté à l'ambassade du grand-duché de Lituanie. En 1562, il atteignit le rang de Dyak (chef de bureau), en 1566, il fut promu au rang de Diak Douma, (Conseil des chefs de bureaux, rang situé sous celui du Conseil des Boyards). La même année, il fut également membre du Zemski sobor.
Andreï Iakovlevitch Chtchelkalov accéda au pouvoir au cours de l'Opritchnina (1565-1572), nommé chef du Prikaze Posolsky (Département de la diplomatie russe) en 1570, de l'Ordre de décharge (Département du service militaire, des affaires militaires et des villes du Sud de la Russie, l'administration du personnel civil supérieur), au rang de Prikaze Pomestny (Département chargé de la répartition des terres), au rang de Kazan (Département de la région de la Volga (affaires du Sud-Ouest de la Russie et des territoires de Khanat de Kazan (État des Tatars) et de l'un des bureaux régionaux du Prikaze Tchetvernoï (administratif, judiciaire, fiscal, financier et des affaires des contribuables).
En 1581, Andreï Iakovlevitch Chtchelkalov mena des négociations avec le légat pontifical, le jésuite Antonio Possevino (1534-1611) et l'ambassadeur anglais Jérémie Baus en 1583. 
Boris Godounov loua l'intelligence et la dextérité diplomatique d'Andreï Iakovlevitch Chtchelkalov, mais tomba bientôt en disgrâce pour son entêtement.
Andreï et Vassili Iakovlevitch Chtchelkalov furent connus pour avoir donné une fausse idée sur les dossiers des familles nobles et influencèrent la hiérarchie administrative.
Andreï Iakovlevitch Chtchelkalov cessa ses fonctions diplomatiques en 1594 et rentra dans un monastère, il prit le nom de frère Théodose.